# Макавей
Макавѐй  (Макавѐй, Морѝнки, Ѐгус, Я̀гус) е празник, посветен от църквата на седем братя мъченици, споменати във Втората книга Макавейска, честван от източното православие на 1 август.
Народното честване на празника по българските земи включва първите 12 дни на месец август, на някои места – първите шест дни, а на други – последните 12 дни на месеца (Охридско). Всичките тези дни се наричат с общото име Макавеи (в Кукуш – Моринки). 
Дните на Макавеите се използват за дългосрочно прогнозиране; тази прогностична практика е обусловена от календарния момент, бележещ наближаващия край на лятото. Вярва се, че на Макавей времето се завърта към зима (Радовиш). Във Велес жените не предат, за да не ги заболят пръстите. Братя Миладинови в сборника си „Български народни песни“ описват празнуването в Кукуш така:
| „ | Първите дванаесет дни от августа се викает Моринки. Тие дни жените не работает, ни перат, ни деца къпат. На тие дни гадает за доброто или лошото време за цела година; ако напр. първиот ден от августа чинит горещина, коложек (январ) ке бидит студен и напротив; ако на вториот правит добро време, на сечка (феврал) ке чинит лошо; и така за другите. | “ |

В Родопите и в Източна Тракия наричат празника Егус/Ягу; празнуват в чест на огъня и вълка.
В Северозападна България на първия ден Макавей се прави обща трапеза на зетьовете у тъста и след вечерята най-възрастният от тях подгонва другите с толум из гумното и ги бие, обичай, който се осмисля като начин за осигуряване на плодовитост на добитъка.